# 東新潟火力発電所
東新潟火力発電所（ひがしにいがたかりょくはつでんしょ）は新潟県北蒲原郡聖籠町東港1-1-155にある東北電力の天然ガス・石油火力発電所。

## 概要
新潟県聖籠町の新潟東港工業地域に位置しており、新潟東港に隣接する。1972年11月に港1号機が運転を開始、4号系列までの合計6基（発電機数18基）が建設され、東北電力最大であり国内でも最大級の火力発電所である。なお、当時は東北電力と日本軽金属が出資した、新潟共同火力発電が港1号機および港2号機の運営を行っていた。
かつては沖合に位置していた阿賀沖油ガス田よりパイプラインで天然ガスを利用していたが、1998年以降は隣接地の埠頭付近に設置したLNG基地から供給を受けている。この基地からはパイプライン（総延長251km）を介して、東北天然ガスが新潟火力発電所や新仙台火力発電所への供給を行っているほか、東北地方南部地域を中心に天然ガスを供給している。
発電設備のうち3号系列は東北電力初の排熱回収多軸型コンバインドサイクル発電方式（ガスタービン3軸と蒸気タービン1軸の合計4軸による発電を行うユニットを2組設置）を採用した。事業用大容量コンバインドサイクル発電としては国内で初めての導入となっている。
4号系列は、熱効率が50%を超える性能の排熱回収多軸型1,450℃級コンバインドサイクル発電方式を採用している。なお、当初計画では系列単体出力80.5万kWとしていたが、4-1号系列では2001年4月より82.6万kWに増出力を行い、4-2号系列ではガスタービン静翼環の改善や低圧蒸気タービン最終段翼に48インチ翼（4-1号系列では40.5インチ翼）を採用するなど最新技術を導入し、運転開始時より84.0万kWであった（ただし系列合計出力は161万kWであった）。また今後、設備の有効利用を計るため、廃止された5号機および秋田火力発電所5号機のガスタービンを4-1号系列のタービンに転用することが計画され、2020年11月19日に転用工事を完了。4-1号系列の出力は82.6万kwから87.79万kwに増強され、4号機系列合計出力も175万kwとなった。
2011年3月11日に発生した東北地方太平洋沖地震および津波により東北電力の太平洋側にある発電所が甚大な被害を受けたことに伴い、3号系列が109万kWから121万kWへ、4号系列が161万kWから170万kWへそれぞれ増出力運用を同年3月17日に開始し、長期計画停止中だった港1号機が同年5月31日に運転再開した。
2022年（令和4年）10月20日、東北電力は東新潟火力発電所の港1、2号機を同年11月で廃止すると発表した。
1、2号機のリプレースが計画されており、2027年10月より建設開始予定。65万kw級LNGコンバインドサイクル発電を用いる6号機を2031年3月に、7号機を2036年3月に運転開始する予定となっている。

## 発電設備
- 総出力:416万kW（2022年12月1日現在）[11]
- 総面積：約85万2千m2

1号機
発電方式：汽力発電方式
定格出力：60万kW
使用燃料：重油、原油、天然ガス、LNG
営業運転開始：1977年4月
2号機
発電方式：汽力発電方式
定格出力：60万kW
使用燃料：重油、原油、天然ガス、LNG
営業運転開始：1983年6月
3号系列
発電方式：多軸型1,100℃級コンバインドサイクル発電方式(Combined Cycle)方式
定格出力：121万kW*
　3-1号：61.4万kW
　　ガスタービン：13.7万kW × 3軸
　　蒸気タービン：20.3万kW × 1軸
　3-2号：61.4万kW
　　ガスタービン：13.7万kW × 3軸
　　蒸気タービン：20.3万kW × 1軸
使用燃料：LNG
熱効率：48.6%（低位発熱量基準）（増出力前の値）
営業運転開始
　3-1号：1984年12月
　3-2号：1985年10月
*全軸を合計して最大121万kWとなるよう運転される。（増出力前は最大109万kW）
4号系列
発電方式：多軸型1,450℃級コンバインドサイクル発電方式(More Advanced Combined Cycle)方式
定格出力：175万kW*
　4-1号：87.79万kW
　　ガスタービン：27.885万kW × 2軸
　　蒸気タービン：28.03万kW × 1軸
　4-2号：88.5万kW
　　ガスタービン：29.5万kW × 2軸
　　蒸気タービン：29.5万kW × 1軸
使用燃料：LNG
熱効率：
　4-1号：55.6%（低位発熱量基準）（増出力前の値）
　4-2号：55.8%（低位発熱量基準）（増出力前の値）
営業運転開始
　4-1号：1999年7月8日
　4-2号：2006年12月20日
*全軸を合計して最大175万kWとなるよう運転される。（2011年3月17日から2020年11月18日までは最大170万kW、2011年3月16日までは最大161万kw）

## 廃止された発電設備

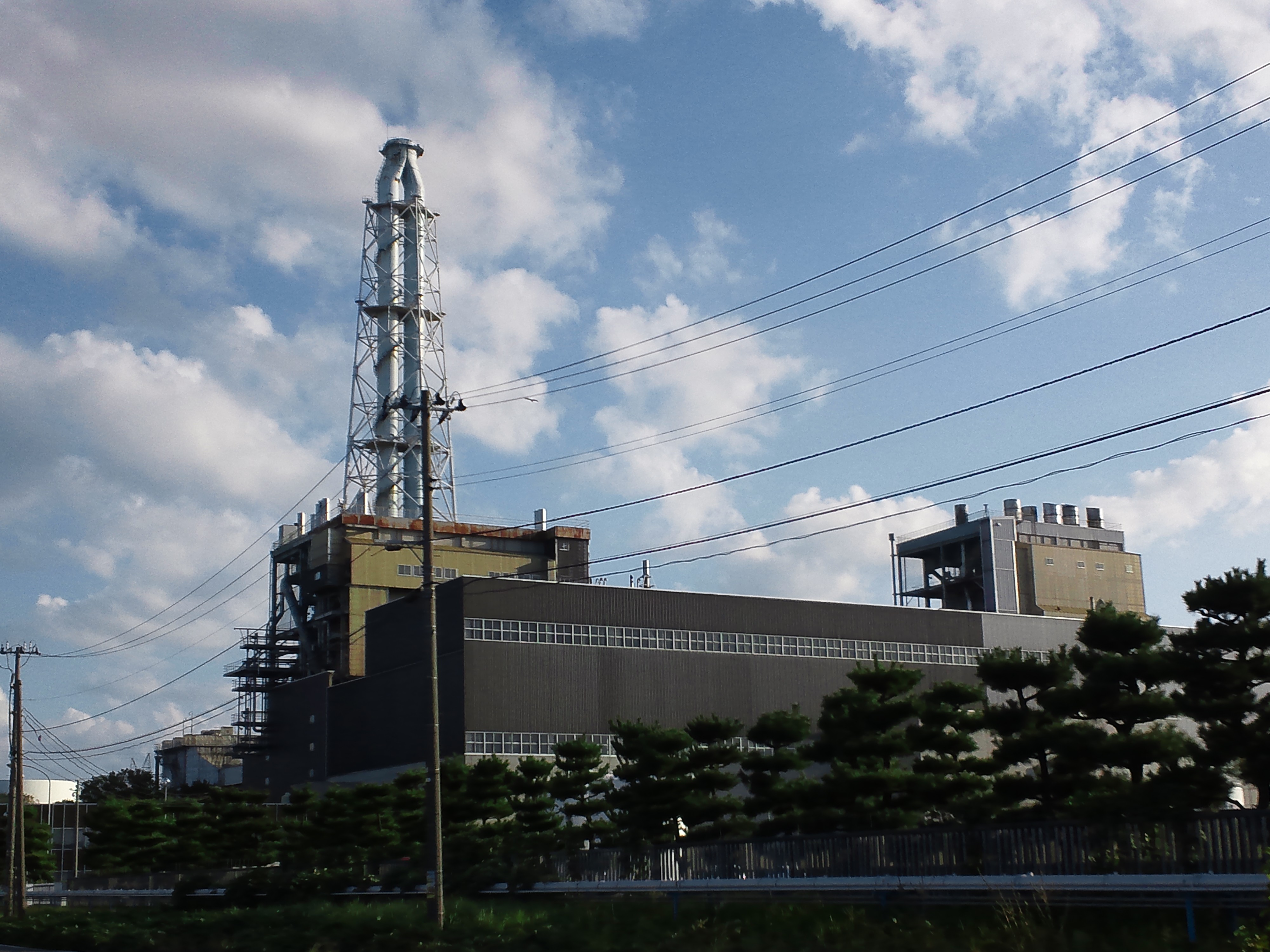
港1、2号機

港1号機（旧新潟共同火力発電1号機）（廃止）
発電方式：汽力発電方式
定格出力：35万kW
使用燃料：重油、LNG
営業運転開始：1972年11月
廃止：2022年12月1日
港2号機（旧新潟共同火力発電2号機）（廃止）
発電方式：汽力発電方式
定格出力：35万kW
使用燃料 重油、LNG
営業運転開始：1975年11月
廃止：2022年12月1日

### 緊急設置電源
2011年3月11日に発生した東北地方太平洋沖地震および津波により複数の発電施設が被災し、電力供給力が大幅に低下したため、緊急設置電源が新設された。
電力需給が逼迫した際に稼働していたが、被災発電所の復旧等により、港3号系列は2015年3月21日に、5号機は2019年3月15日にそれぞれ廃止された。
港3号系列（緊急設置電源）（廃止）
発電方式：ガスタービン発電方式
定格出力：2.69万kW × 2台
使用燃料：軽油
熱効率：約33%（低位発熱量基準）
営業運転期間：2011年8月26日 - 2015年3月21日
5号機（緊急設置電源）（廃止）
発電方式：ガスタービン発電方式
定格出力：33.9万kW
使用燃料：LNG
熱効率：約38%（低位発熱量基準）
営業運転期間：2012年6月21日